# Kanton Châtillon-en-Diois
Kanton Châtillon-en-Diois (fr. Canton de Châtillon-en-Diois) je francouzský kanton v departementu Drôme v regionu Rhône-Alpes. Skládá se ze sedmi obcí.

## Obce kantonu
- Boulc
- Châtillon-en-Diois
- Glandage
- Lus-la-Croix-Haute
- Menglon
- Saint-Roman
- Treschenu-Creyers